# Lycée Condorcet
Das Lycée Condorcet ist eine weiterführende Bildungseinrichtung in Paris. Sie befindet sich zwischen dem Bahnhof Gare Saint-Lazare und dem Boulevard Haussmann. Neben den Schulen Lycée Henri IV, Lycée Charlemagne und Lycée Saint-Louis gehört sie zu den bekanntesten weiterführenden Schulen Frankreichs. Wie bei anderen Pariser Traditionsgymnasien haben viele frühere Schüler nach dem Abschluss der Schule den Weg über die Vorbereitungsklassen (prépa) zu einer der Elitehochschulen genommen und traten im Anschluss in den Staatsdienst ein.

## Geschichte
Während der französischen Revolution wurde das Kapuzinerkloster Saint-Louis d’Antin aufgehoben. Nachdem Napoleon 1804 an die Macht gekommen war (Erstes Kaiserreich), wurde in den leerstehenden Gebäuden das jetzige Lycée gegründet. Nacheinander trug diese Schule folgende Namen:
- 1804: Lycée de la Chaussée d’Antin
- 1805–1814: Lycée impérial Bonaparte
- 1815–1848: Collège royal de Bourbon
- 1848–1870: Lycée impérial Bonaparte
- 1870–1874: Lycée Condorcet
- 1874–1883: Lycée Fontanes
- seit 1883: Lycée Condorcet

## Bekannte Lehrer
- Jean Beaufret (1907–1982), Philosoph und Germanist
- Émile Chartier (1868–1951), Denker und Schriftsteller
- George Coedès (1886–1969), Historiker, Archäologe und Epigraphiker
- Paul Desjardins (1859–1940), Philosoph und Schriftsteller
- Jean-Marie Guyau (1854–1888), Philosoph und Dichter
- Jean Jaurès (1859–1914), Historiker und Politiker
- Stéphane Mallarmé (1842–1898), Schriftsteller
- Maurice Merleau-Ponty (1908–1961), Philosoph und Phänomenologe
- François Peyrard (1759–1822), Gelehrter, Bibliothekar und Übersetzer
- Louis Poinsot (1777–1859), Mathematiker
- Jean-Paul Sartre (1905–1980), Romancier, Dramatiker, Philosoph, Religionskritiker und Publizist

## Bekannte Schüler
- Philippe Adrien (1939–2021), Theater- und Drehbuchautor, Dramaturg, Schauspieler, Theaterleiter und Theaterregisseur
- Raymond Aron (1905–1983), Philosoph und Soziologe
- Bảo Đại (1913–1997), letzter Kaiser der vietnamesischen Nguyễn-Dynastie
- Jacques Bardoux (1874–1959), Publizist und Politiker
- Jean Béraud (1848–1849), Maler und Graphiker
- Henri Bergson (1859–1941), Philosoph
- Jacques Bizet (1872–1922), Unternehmer und Schriftsteller
- Pierre Bonnard (1867–1947), Maler des Post-Impressionismus
- François-Adolphe de Bourqueney (1799–1869), Politiker und Diplomat
- Marcel Brillouin (1854–1948), Physiker
- Alexandre-Théodore Brongniart (1739–1813), Architekt
- Daniel Buren (* 1938), Maler und Bildhauer
- Jean-Dominique Bauby (1952–1997), Journalist und Autor
- Henri Cartier-Bresson (1908–2004), Fotograf, Regisseur, Schauspieler, Zeichner und Maler
- André Citroën (1878–1935), Automobilkonstrukteur und Gründer des Automobilherstellers Citroën
- Jean Cocteau (1889–1963), Schriftsteller, Filmregisseur und Maler
- Marcel Dassault (1892–1986), Luftfahrtunternehmer
- David David-Weill (1871–1952), Bankier, Kunstsammler und Mäzen
- Paul Deschanel (1855–1922), Politiker
- Jacques Dutronc (* 1943), Chansonnier und Schauspieler
- Robert de Flers (1872–1927), Dramatiker und Journalist
- Paul Fouchet (1913–2008), Diplomat
- Louis de Funès (1914–1983), Schauspieler, Komiker, Regisseur und Drehbuchautor
- Serge Gainsbourg (1928–1991), Chansonnier, Filmschauspieler, Komponist und Schriftsteller
- Paul Gallimard (1850–1929), Sammler von Büchern und Gemälden
- Georges-Eugène Haussmann (1809–1891), Stadtplaner von Paris
- Eugène Marin Labiche (1815–1888), Lustspieldichter
- Jules Laforgue (1860–1887), Dichter
- Claude Lanzmann (1925–2018), Regisseur von Dokumentarfilmen
- Maxime Le Forestier (* 1949), Chansonnier
- Claude Lévi-Strauss (1908–2009), Ethnologe
- Pierre Moscovici (* 1957), Politiker
- Francis Poulenc (1899–1963), Pianist und Komponist
- Marcel Proust (1871–1922), Schriftsteller und Sozialkritiker
- Louis Renault (1877–1944), Ingenieur und Mitgründer des Automobilherstellers Renault
- Ker-Xavier Roussel (1867–1944), Maler
- Victor Schoelcher (1804–1893), Politiker
- Paul Sérusier (1864–1927), Maler
- Henri de Toulouse-Lautrec (1864–1901), Maler und Grafiker
- Jean-Claude Trichet (* 1942), Finanzexperte und -politiker
- Gaspard-Félix Tournachon (1820–1910), Fotograf, Karikaturist, Schriftsteller und Luftschiffer
- Paul Valéry (1871–1945), Lyriker, Philosoph und Essayist
- Paul Verlaine (1844–1896), Lyriker des Symbolismus
- Alfred de Vigny (1797–1863), Schriftsteller
- Édouard Vuillard (1868–1940), Maler des Intimismus
- Abdoulaye Wade (* 1926), senegalesischer Jurist und Politiker
- William Carlos Williams (1883–1963), US-amerikanischer Arzt und Lyriker